# Cocytius antaeus
Cocytius antaeus is een vlinder uit de familie pijlstaarten (Sphingidae). De wetenschappelijke naam van de soort werd in 1773 gepubliceerd door Dru Drury.

## Kenmerken
De spanwijdte bedraagt 17,5 cm. Het lichaam vertoont aan weerszijden gele vlekken en de achtervleugels hebben een gele basis en grote, doorzichtige vensters.

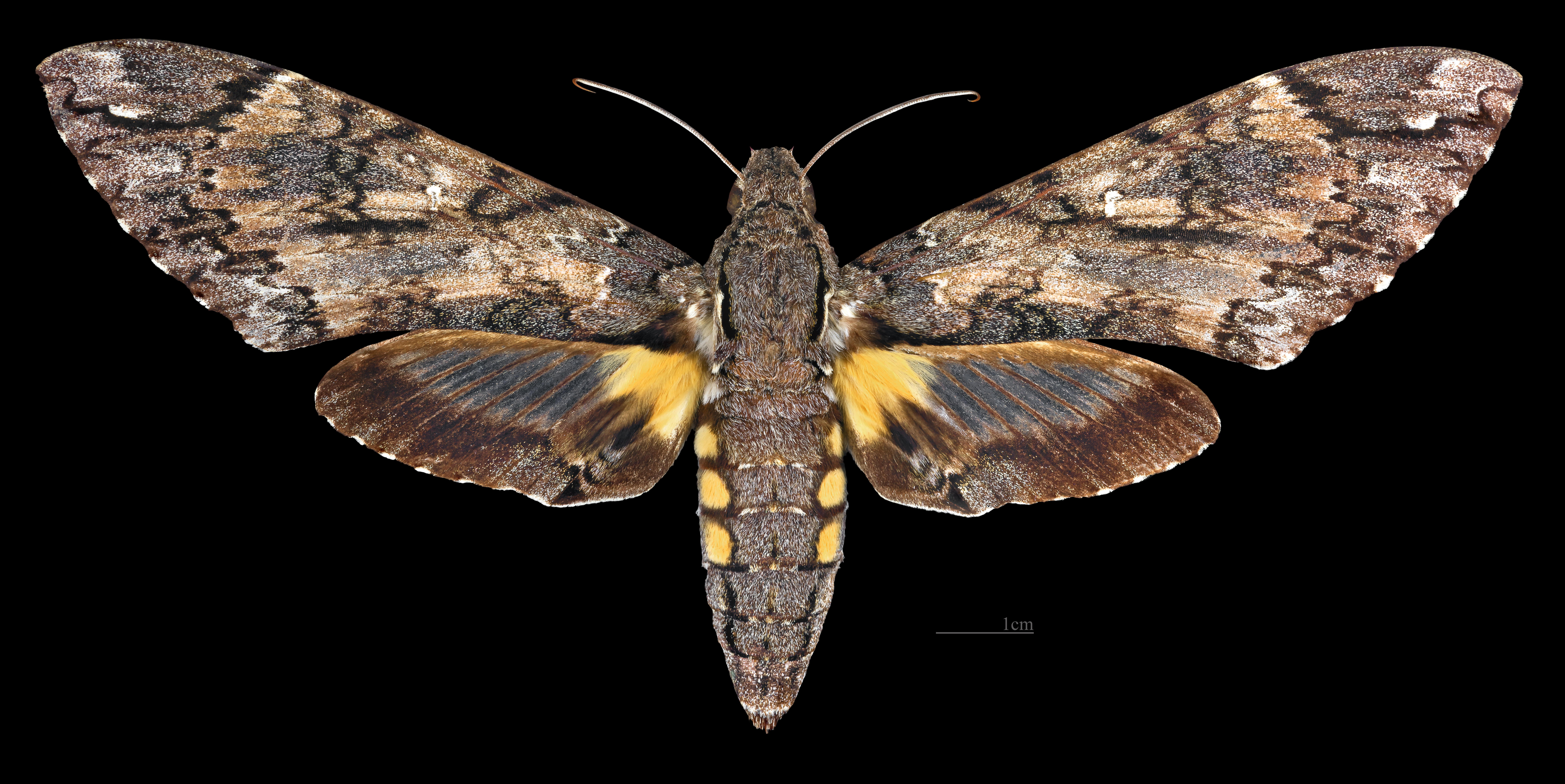
Cocytius antaeus ♀
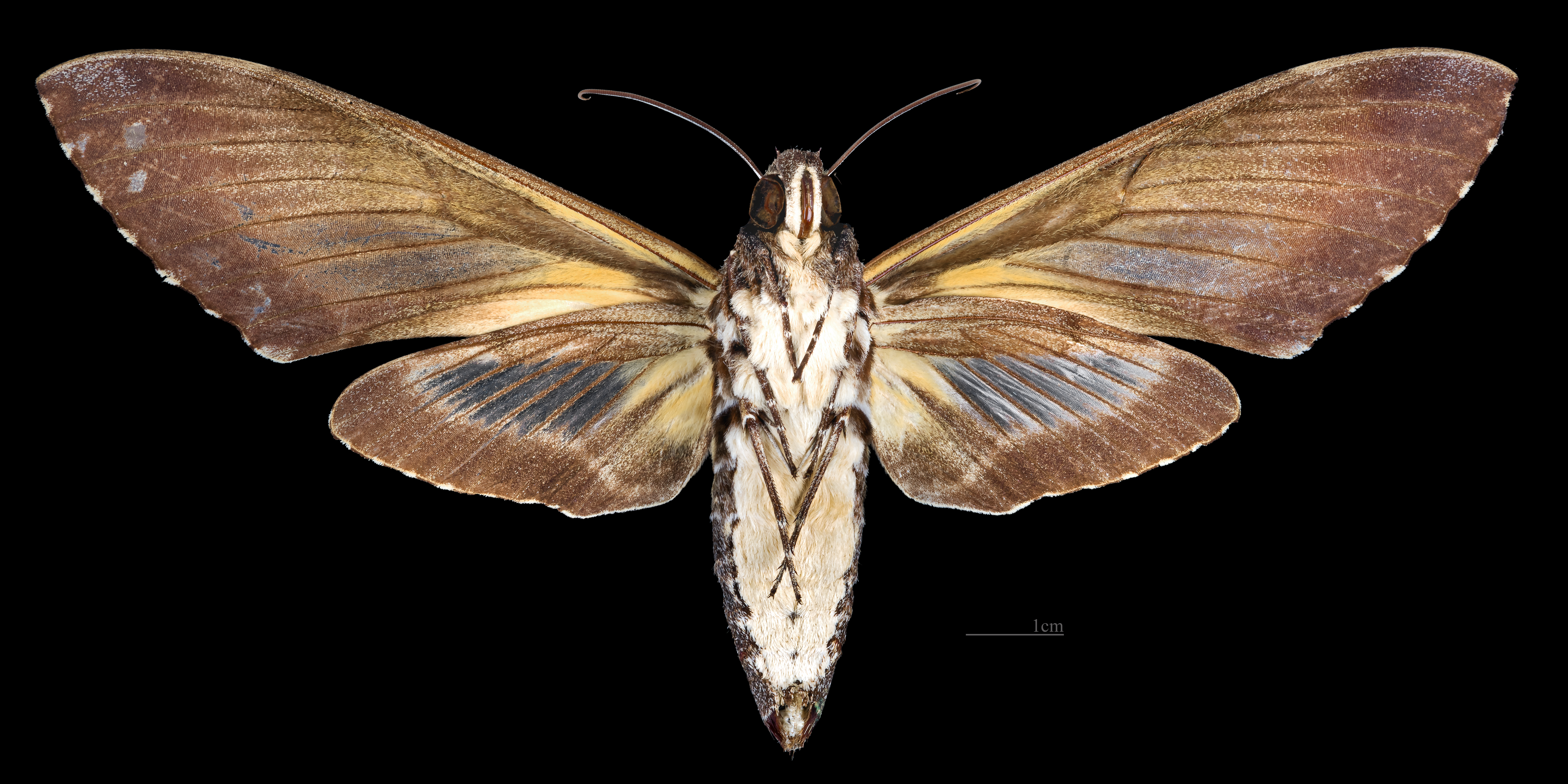
Cocytius antaeus ♀ △

## Verspreiding en leefgebied
Deze vlindersoort komt voor in de tropische delen van Zuid- en Midden-Amerika, maar ook in Florida in de Verenigde Staten.

## De rups en zijn waardplanten
Als waardplant worden soorten uit het geslacht Annona uit de familie Annonaceae gebruikt.